# Champions Hockey League (2008)
La Champions Hockey League, por sus siglas CHL (traducible al español como Liga de Campeones de Hockey sobre Hielo), fue un torneo de hockey sobre hielo a nivel europeo organizado por la Federación Internacional de Hockey sobre Hielo y que incluía a los mejores equipos de las principales ligas de Europa. Este torneo sustituyó en 2008 al anterior campeonato, la Copa de Campeones de Europa de la IIFH.
El campeón del torneo ganaba el Trofeo Silver Stone y un millón de francos suizos, y además tenía derecho a disputar la Victoria Cup. Tras cancelarse la edición de 2009/10 por falta de patrocinadores, la Federación Internacional confirmó que la liga quedaba suspendida definitivamente a mediados de 2010.

## Formato
La CHL contaba con varias rondas de clasificación para filtrar los participantes. Los 18 campeones de ligas nacionales que cuentan con un menor rango en la clasificación de la Federación Internacional se distribuyen en 6 grupos de 3 equipos. Los seis vencedores de grupo pasan a una segunda ronda de clasificación, donde se enfrentarán a los segundos clasificados en las principales ligas europeas en partidos a ida y vuelta.
Los que logren clasificarse pasarán a la siguiente ronda, la fase de grupos de la CHL, donde están incluidos los campeones de las principales ligas europeas. Esos equipos se dividen en 4 grupos de 3 equipos cada uno, que compiten en un sistema de todos-contra-todos. Los campeones de grupo se clasifican para semifinales a ida y vuelta, y el vencedor de cada una pasa a la gran final, que tiene el mismo sistema de rondas. El vencedor de la final gana un millón de francos suizos y la Liga de Campeones. También se clasifica para la Victoria Cup, un torneo ante un equipo de la National Hockey League.

### Temporada 2008-09
La temporada 2008-09 fue la única que se celebró de la CHL. Debido al poco tiempo disponible para organizar rondas clasificatorias, se optó por jugar con solo 12 equipos de las siete principales ligas europeas. Las cuatro primeras ligas (Rusia, República Checa, Suecia y Finlandia) están representadas con dos equipos cada una, y las tres siguientes (Eslovaquia, Suiza y Alemania) cuentan con un equipo. Además, Suiza pudo meter a otro club, el SC Bern, al vencer un torneo clasificatorio entre clubes de esas tres ligas.
Los equipos debutantes fueron Metallurg Magnitogorsk y Salavat Yulaev Ufa (Rusia), Oulun Kärpät y Espoo Blues (Finlandia), HC Slavia Praga y HC České Budějovice (República Checa), HV71 y Linköpings HC (Suecia), HC Slovan Bratislava (Eslovaquia), ZSC Lions y SC Bern (Suiza) y Eisbären Berlin (Alemania).
El campeón de la liga fue ZSC Lions de Zúrich, que se impuso en la final al Metallurg Magnitogorsk ruso. Tras un empate 2-2 en el primer encuentro, los suizos ganaron en casa por 5-0 y se hicieron con el título. En la Victoria Cup, el equipo cayó derrotado ante New York Rangers.

## Desaparición
En 2009 la Federación Internacional anunció un parón de la CHL para la temporada 2009-10, con la esperanza de regresar al año siguiente con ayuda de la National Hockey League norteamericana. Sin embargo, los principales patrocinadores del torneo europeo, Gazprom y Reebok, anunciaron que dejarían de apoyar el torneo en enero de 2010 y rompían todos sus acuerdos de patrocinio.
Sin apoyos comerciales, la NHL anunció que mantendría el torneo si tenían el control sobre el 60% de la CHL, algo que chocaba con las intenciones de la Federación Internacional. Tras la negativa de la empresa gestora de la liga para reanudar la competición, la Federación anunció el 9 de marzo de 2010 que la liga no contará con una segunda edición.

## Palmarés
- 2009:  ZSC Lions

## Clasificación de la Federación Internacional
En el año 2008, el ranking de ligas de la IIFH es el siguiente:
| Bandera de Rusia            | Kontinental Hockey League                 | Dos equipos clasificados para la temporada 2008-09                                         |
| Bandera de Finlandia        | SM-liiga                                  | Dos equipos clasificados para la temporada 2008-09                                         |
| Bandera de República Checa  | Extraliga checa                           | Dos equipos clasificados para la temporada 2008-09                                         |
| Bandera de Suecia           | Elitserien                                | Dos equipos clasificados para la temporada 2008-09                                         |
| Bandera de Eslovaquia       | Extraliga eslovaca                        | Un equipo clasificado para la temporada 2008-09 y un posible segundo                       |
| Bandera de Suiza            | Liga Nacional A                           | Un equipo clasificado para la temporada 2008-09 y un posible segundo                       |
| Bandera de Alemania         | Deutsche Eishockey-Liga                   | Un equipo clasificado para la temporada 2008-09 y un posible segundo                       |
| Bandera de Bielorrusia      | Liga de hockey sobre hielo de Bielorrusia | El campeón de Liga puede jugar el torneo clasificatorio (a partir de la temporada 2009-10) |
| Bandera de Letonia          | Liga de hockey sobre hielo de Letonia     | El campeón de Liga puede jugar el torneo clasificatorio (a partir de la temporada 2009-10) |
| Bandera de Dinamarca        | Oddset Ligaen                             | El campeón de Liga puede jugar el torneo clasificatorio (a partir de la temporada 2009-10) |
| Bandera de Austria          | Liga de hockey sobre hielo de Austria     | El campeón de Liga puede jugar el torneo clasificatorio (a partir de la temporada 2009-10) |
| Bandera de Kazajistán       | Campeonato Kazajistaní                    | El campeón de Liga puede jugar el torneo clasificatorio (a partir de la temporada 2009-10) |
| Bandera de Noruega          | GET-ligaen                                | El campeón de Liga puede jugar el torneo clasificatorio (a partir de la temporada 2009-10) |
| Bandera de Francia          | Ligue Magnus                              | El campeón de Liga puede jugar el torneo clasificatorio (a partir de la temporada 2009-10) |
| Bandera de Eslovenia        | Liga de hockey sobre hielo de Eslovenia   | El campeón de Liga puede jugar el torneo clasificatorio (a partir de la temporada 2009-10) |
| Bandera de Italia           | Serie A                                   | El campeón de Liga puede jugar el torneo clasificatorio (a partir de la temporada 2009-10) |
| Bandera de Hungría          | OB I bajnokság                            | El campeón de Liga puede jugar el torneo clasificatorio (a partir de la temporada 2009-10) |
| Bandera de Polonia          | Polska Liga Hokejowa                      | El campeón de Liga puede jugar el torneo clasificatorio (a partir de la temporada 2009-10) |
| Bandera de los Países Bajos | Eredivisie                                | El campeón de Liga puede jugar el torneo clasificatorio (a partir de la temporada 2009-10) |
| Bandera de Ucrania          | Liga Suprema de Ucrania                   | El campeón de Liga puede jugar el torneo clasificatorio (a partir de la temporada 2009-10) |
| Bandera del Reino Unido     | Elite Ice Hockey League                   | El campeón de Liga puede jugar el torneo clasificatorio (a partir de la temporada 2009-10) |
| Bandera de Rumania          | Liga Naţională de hochei                  | El campeón de Liga puede jugar el torneo clasificatorio (a partir de la temporada 2009-10) |